# Mount Holly, North Carolina
Mount Holly är en ort i Gaston County i delstaten North Carolina, USA.